# SGL Carbon

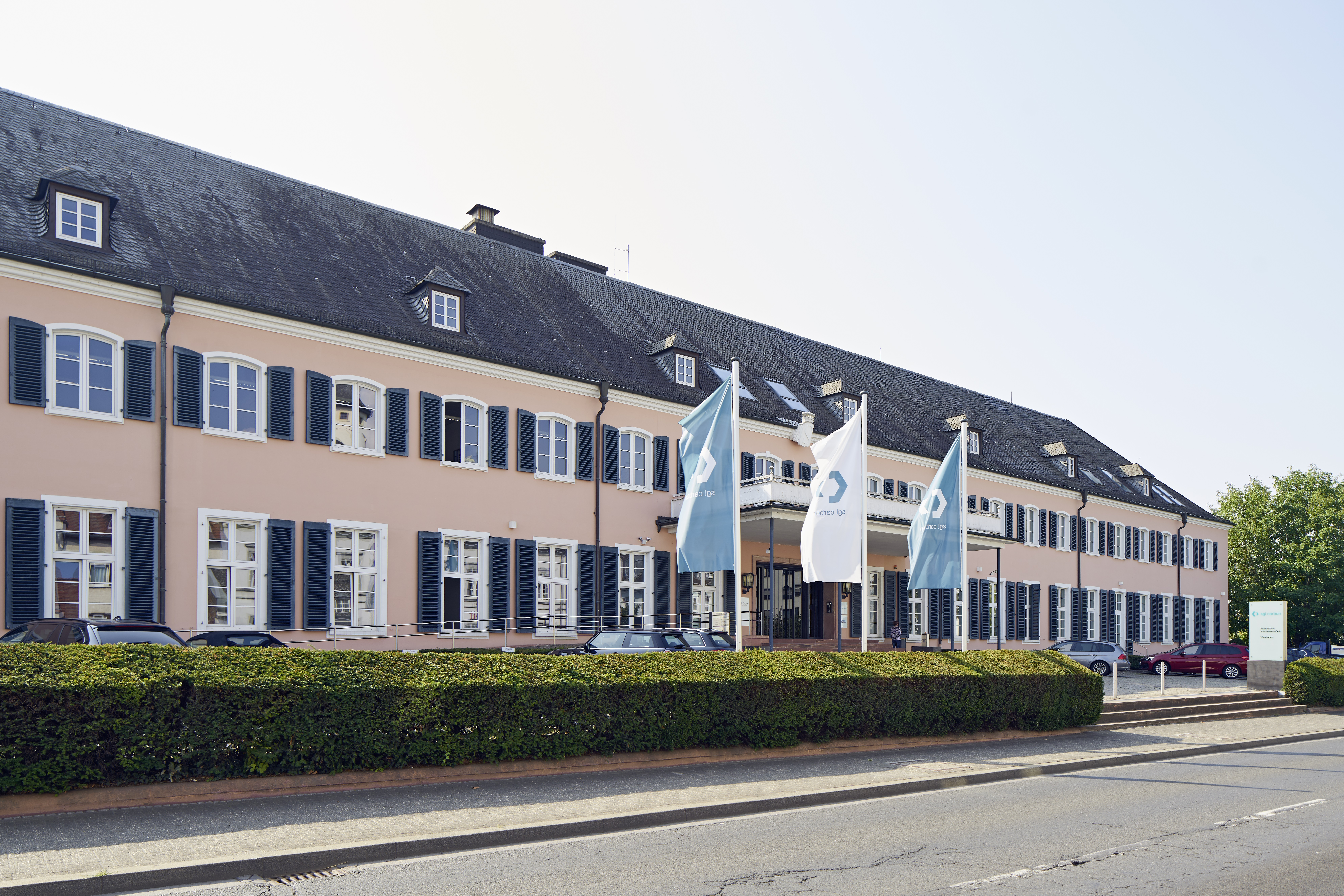
Hauptsitz der SGL Carbon in Wiesbaden-Schierstein

Die SGL Carbon SE mit Sitz in Wiesbaden befasst sich mit der Entwicklung, der Herstellung und dem Vertrieb von Materialien und Produkten aus Spezialgraphiten, Carbonfasern sowie glas- und kohlenstofffaserverstärkten Kunststoffen.
SGL Carbon unterhält 29 Produktionsstandorte in Europa, Nordamerika und Asien sowie Niederlassungen in über 80 Ländern. In Deutschland ist das Unternehmen – neben der Hauptverwaltung in Wiesbaden – mit insgesamt fünf Produktionswerken vertreten, die sich in Meitingen im Landkreis Augsburg, in Bonn, in Wackersdorf, in Limburg sowie in Willich befinden.

## Geschichte
Die ursprüngliche SGL Carbon AG entstand 1992 aus einem Zusammenschluss zwischen der SIGRI GmbH (ehemals Siemens Elektrographit) in Meitingen und Great Lakes Carbon (Vereinigte Staaten) zu einer Aktiengesellschaft. 1993 folgte die französische Graphite Pechiney.
Die „SIGRI“ ging zurück auf die 1878 in Berlin als Tochterunternehmen der Siemens & Halske AG gegründete Gebr. Siemens & Co (Gesco). Anfänglich produzierte das Unternehmen Kohlestifte. 1920 errichtete das Unternehmen ein Zweigwerk in Meitingen und fusionierte 1928 mit der im oberschlesischen Ratibor beheimateten Planiawerke AG für Kohlefabrikation zur neuen Siemens Planiawerke AG für Kohlefabrikate.
Während des Zweiten Weltkriegs stellten die Siemens Planiawerke unter anderem die Graphit-Strahlruder für die V2-Rakete her.
Nach dem Zweiten Weltkrieg kam es zum Zusammenschluss des Meitinger Werks der „Siemens Planiawerke AG für Kohlefabrikate“ mit der Chemischen Fabrik Griesheim zur „Siemens Plania Chemisches Werk Griesheim“, das 1953 mehrheitlich von der Hoechst AG übernommen wurde. 1967 kam auch die „Siemens Planiawerke AG für Kohlefabrikate“ durch Fusion mit der Elektroden-Fabrikation der Hoechst AG mehrheitlich unter das Dach des Chemiekonzerns. Dort wurde sie zusammen mit dem „Siemens Plania Chemisches Werk Griesheim“ und anderen Unternehmungen der Hoechst AG zusammengelegt, 1985 in „SIGRI GmbH“ (Geschäftsführer in Aystetten war der Ingenieur Volker Groth) umbenannt, schließlich 1989 vollständig von der Hoechst AG übernommen und als eigener Geschäftsbereich („GB O“) geführt.
Otto Vohler (* 1929), Sprecher und Geschäftsführer der SIGRI GmbH in Meitingen sowie Aufsichtsratsvorsitzender der Ringsdorffwerke in Bonn, war auch Chairman of the Board of Directors der Sigri Corp., Somerville (USA).
Nach der Fusion mit der „Great Lakes Carbon“ blieb die Hoechst AG mit 50 % der Aktien an dem neuen Unternehmen beteiligt. Die verbliebene Beteiligung wurde 1996 infolge der Umstrukturierung des Hoechst-Konzerns verkauft, seitdem befindet sich die SGL Carbon AG im Streubesitz.
Infolge der Weltwirtschaftskrise ab 2007 investierte die SGL Carbon in weitere Produktionsstandorte und Tochterfirmen wie SGL Rotec GmbH & Co. KG. (Herstellung von z. B. Rotorblättern für Windkraftanlagen), SGL Kümpers GmbH & Co. KG, SGL epo GmbH, Benteler SGL GmbH & Co. KG., Dr. Schnabel GmbH, SGL Automotive Carbon Fibers GmbH & Co. KG und Brembo-SGL Carbon Ceramic Brakes (BSCCB).
Am 27. Januar 2009 wechselte SGL Carbon die Rechtsform von einer Aktiengesellschaft (AG) zu einer Europäischen Gesellschaft (SE).
2010 wurde bekannt, dass SGL mit seinem Anteilseigner BMW in der „SGL Automotive Carbon Fibers“ beim Projekt BMW i3 (Megacity Vehicle) zur Herstellung leichterer Personenkraftwagen zusammenarbeitet.
Am 16. August 2011 brach ein Großfeuer in einem Produktionsgebäude am Standort Meitingen aus.
Im Jahr 2014 verkaufte das Unternehmen den zum Konzern gehörenden Rotorblattproduzenten SGL Rotec. 2015 wurde die US-Tochter „Hitco“ mit Verlust verkauft.
In Folge der strategischen Neuausrichtung trennte sich die SGL Carbon 2017 von ihrem ehemaligen Kerngeschäft mit Kohlenstoffelektroden, welches an den japanischen Chemiekonzern Shōwa Denkō verkauft wurde sowie dem Bereich für Kohlenstoffkathoden und Hochofenauskleidungen, Anfang 2018 erfolgte der Verkauf der Anteile des Unternehmens am Joint Venture SGL-Kümpers an den ehemaligen Joint-Venture-Partner Kümpers GmbH.
Ebenfalls im Jahr 2018 übernahm die SGL Carbon die Anteile am Joint Venture Benteler-SGL von der Benteler AG und gab bekannt, die Anteile der BMW Group am Joint Venture SGL Automotive Carbon Fibers (SGL ACF) schrittweise zu übernehmen.

## Produkte
Im Geschäftsjahr 2000 gab es zwei Geschäftsbereiche, die sich mit Produkten befassten: Der Geschäftsbereich „Graphite Materials & Systems“ stellt Graphitspezialitäten her. Hauptabnehmer der Produkte und Anwendungen sind der Apparatebau, die Automobil- und die chemische Industrie, die Elektronik, die Energiewirtschaft, die Batterieindustrie, die Halbleiterindustrie inklusive LED, der Industrieofen- und der Maschinenbau, die Medizintechnik und Pharmazie sowie die Nukleartechnik und der Umweltschutz.
Der Bereich „Composites – Fibers & Materials“ umfasste Kohlenstofffasern, Brems- und Kupplungsbeläge sowie Bauteile aus Verbundwerkstoffen für die Luft- und Raumfahrt, die Automobilindustrie, den Maschinen- und Apparatebau, die Medizintechnik, die Energietechnik (Windkraftanlagen) sowie den Sportbereich (bspw. Badmintonschläger).
Ab dem 1. Januar 2021 gibt es dagegen vier derartige Geschäftsbereiche. „Graphite Materials & Systems“ wurde aufgeteilt auf „Graphite Solutions“ (GS) und „Process Technology“ und „Composites – Fibers & Materials“ auf „Carbon Fibers“ (CF) und „Composite Solutions“ (CS):
Graphite Solutions (GS): Graphitprodukte, Gasdiffusionsmembranen für Brennstoffzellen, Graphit-Anoden-Material für EV-Batterien, Produkte zur Produktion von Halbleitern.
Process Technology (PT): Syntheseanlagen, Wärmeaustauscher aus Graphit, PTFE ausgekleidete Rohre.
Carbon Fibers (CF): Carbonfasern, Acrylnitril, Panox, Prepregs, Kurzfasern aus Carbon, Joint Venture BSCCB mit Brembo für keramische Bremsscheiben.
Composite Solutions (CS): Verbundwerkstoffe aus Carbonfasern und Glasfasern, z. B. Batteriekästen für Elektrofahrzeuge, Blattfedern für Automobile.

## Vorstand
Von der Gründung 1992 bis zum Jahresende 2013 war Robert J. Koehler Vorstandsvorsitzender. Im Januar 2014 folgte ihm Jürgen Köhler als Vorstandsvorsitzender nach. Nach dessen Rücktritt am 31. August 2019 führte Michael Majerus bis zum 31. Mai 2020 das Unternehmen als Sprecher des Vorstands. Vom 1. Juni 2020 bis 31. Dezember 2024 war Torsten Derr Vorstandsvorsitzender der SGL Carbon. Nachfolger von Derr wurde Andreas Klein, der aktuell Leiter des Geschäftsbereiches Graphite Solutions ist.

## Aktie

### Geschichte
Die Aktie des Unternehmens wurde 1995 in den MDAX der Deutschen Börse aufgenommen. Am 23. September 2013 wechselte sie in den SDAX und am 27. November 2013 wieder zurück in den MDAX. Ab dem 22. September 2014 war die Aktie dann im SDAX gelistet (mit kurzer Unterbrechung zwischen 2020 und 2021).

### Eigentümerstruktur
Im März 2009 wurde bekannt, dass SKion 7,92 % der Aktien gekauft hatte und plante weitere Anteile zu kaufen, aber unterhalb der 25-%-Schwelle bleiben wolle. Am 25. Februar 2011 wurde bekannt, dass VW 8,18 % der Aktien hält. Zu diesem Zeitpunkt hatte SKion 22,25 %. Im Mai 2011 hatte SKion den Aktienbesitz auf 27,27 % ausgebaut und damit eine Sperrminorität erreicht.
| Anteil      | Anteilseigner |
| ----------- | --- |
| ca. 45,59 % | Streubesitz |
| 28,55 %     | SKion GmbH, Bad Homburg, kontrolliert durch Susanne Klatten                                                           |
| 18,44 %     | BMW AG, kontrolliert durch Quandt (Familie), Susanne Klatten davon 9,99 % durch Finanzinstrumente gesicherte Anteile. |
| 7,41 %      | Volkswagen AG |

Stand: 9. Dezember 2022

## Kartell für Elektroden und Strafen
Zwischen 1992 und 1997 betrieb SGL Carbon mit sieben weiteren Erzeugern ein weltweites Kartell im Bereich Grafitelektroden für Lichtbogenöfen. Als Kartellführer erhielt SGL Carbon die höchsten Strafsummen (80,2 Mio. Euro in Europa, 135 Mio. USD in den USA).

## Sponsoring

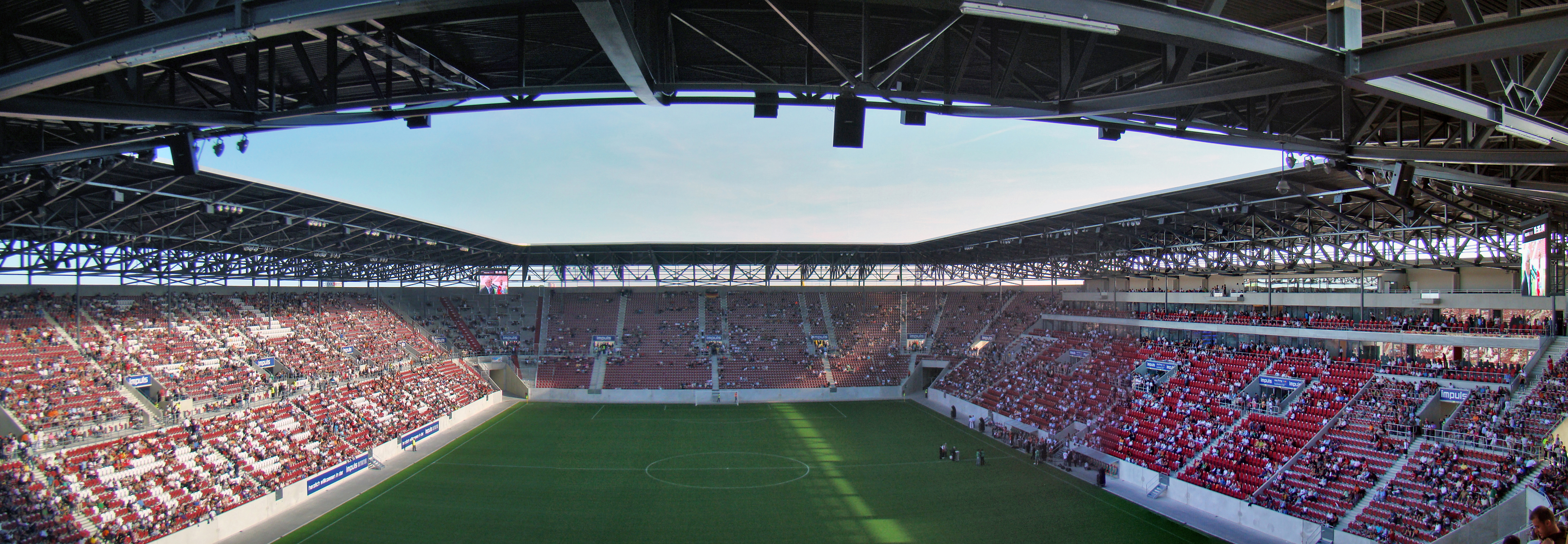
Die SGL-Arena

Die 2009 in Augsburg unter dem Namen impuls arena eröffnete Fußball-Arena des FC Augsburg trug in den Bundesliga-Saisons von 2011/12 bis 2014/15 den Namen SGL Arena, da SGL Carbon nach dem Aufstieg des Vereins in die erste Bundesliga die Namensrechte erworben hatte.
SGL Carbon war der Hauptsponsor des deutschen Radfahrteams bei den Olympischen Spielen 2008 in Peking.